# Ouj (Transcarpatie)
Ne pas confondre avec l'autre rivière d'Ukraine appelée Ouj.
La rivière Ouj (en ukrainien : Уж ; en slovaque : Uh ; en hongrois : Ung ; en polonais Uż) est un cours d'eau d'Ukraine et de Slovaquie, et un affluent de la rivière Laborec, donc un sous-affluent du Danube par la Bodrog et la Tisza. Elle appartient au bassin hydrographique du Danube.

## Étymologie
Son nom vient du mot už dans un ancien dialecte slave qui signifie « serpent ».

## Géographie
L'Ouj est longue de 127 km, dont 21,3 km en Slovaquie. Elle prend sa source au col d'Oujok (en ukrainien : Ужоцький перевал, Oujotskyï pereval), dans l'oblast de Transcarpatie, en Ukraine. Elle se jette dans la Laborec près de la ville de Drahňov, en Slovaquie.
Elle a donné son nom à la ville d'Oujhorod, qu'elle arrose en Ukraine, et à l'ancien comitat hongrois d'Ung.